# 波多野毅
波多野 毅（はたの つよし、1847年10月28日（弘化4年9月20日） - 1917年（大正6年）10月7日）は、幕末の長州藩士。大日本帝国陸軍軍人。最終階級は陸軍中将。位階勲等功級は正四位勲二等功三級。妻は児玉半九郎の次女・ノブ。

## 経歴
長州藩士。奇兵隊に加わり、戊辰戦争では前原一誠に従い北越戦争に出兵した。1871年（明治4年8月）陸軍歩兵少尉に任じ、佐賀の乱、西南戦争に従軍。1887年（明治20年）9月、歩兵第5連隊長に補され、陸軍教導団次長、同団長を経て、1892年（明治25年）2月、大佐に進み、同年11月、陸軍士官学校長に就任した。日清戦争が勃発すると、1894年（明治27年）9月、監軍部参謀長を兼ね、翌年8月、兼職を解かれた。
1896年（明治29年）9月、歩兵第38連隊長に任じ、1897年（明治30年）9月、陸軍少将に進級と同時に歩兵第19旅団長に補され、1899年（明治32年）8月、一時休職するが、日露戦争の開戦により召集を受け1904年（明治37年）4月、留守第11師団長に任じた。その後、1906年（明治39年）1月、陸軍中将に進級と同時に後備役編入となった。